# 雷应敏
雷应敏（1964年11月—），广西昭平人，汉族，中国共产党党员。中华人民共和国政治人物、第十三届全国人民代表大会广西壮族自治区代表。

## 生平
2018年，雷应敏被选为广西壮族自治区出席第十三届全国人民代表大会代表。